# امنیت در جمعیت

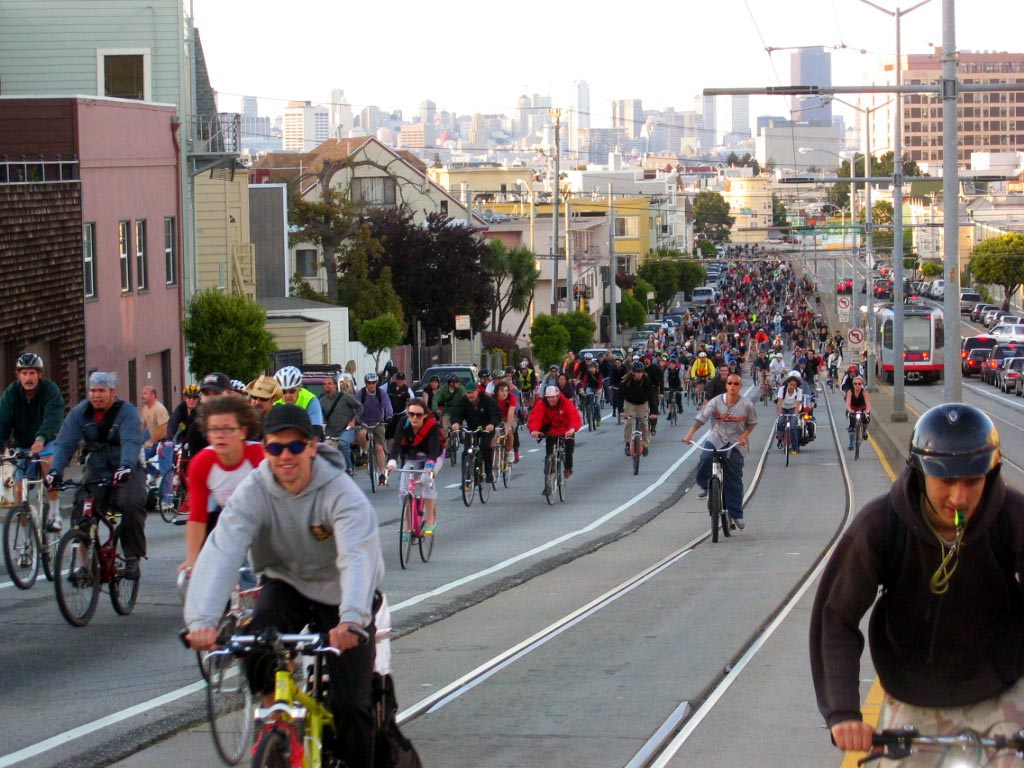
کریتیکال وس، سانفرانسیسکو، ۲۹ آوریل ۲۰۰۵ و تراموای مونی مترو در خط J Church

امنیت در جمعیت یا ایمنی در تعداد (به انگلیسی: Safety in numbers)، این فرضیه است که با عضویت در یک گروه فیزیکی یا توده بزرگ، احتمال کمتری دارد که یک فرد قربانی یک حادثه، تصادف، حمله یا رویداد بد دیگر شود. برخی از نظریه‌های مرتبط نیز استدلال می‌کنند (و می‌توانند به صورت آماری نشان دهند) که رفتار جمعی (با قابل پیش‌بینی‌تر شدن و «شناخته شدن» برای افراد دیگر) می‌تواند خطر تصادف را کاهش دهد، مانند ایمنی ترافیک – در این مورد، اثر ایمنی به جای پراکندگی مجدد، نسبت به یک گروه بزرگ‌تر کاهش واقعی خطر را ایجاد می‌کند.
در سال ۱۹۴۹، آر.جی. اسمید گزارش داد که نرخ سرانه تلفات جاده‌ای در کشورهایی با نرخ بالاتر مالکیت وسایل نقلیه موتوری کمتر است. این مشاهده منجر به قانون اسمید شد.